# Addagal, Srinivaspur
Addagal là một làng thuộc tehsil Srinivaspur, huyện Kolar, bang Karnataka, Ấn Độ.